# Jérémy Banti
Pour les articles homonymes, voir Banti.
Jérémy Banti, né à Arles (France, département des Bouches-du-Rhône) le 2 octobre 1981, est un matador français.

## Présentation et carrière
Il a fait son apprentissage à  l'école taurine d'Arles. Sa première becerrada a lieu le  7 novembre 1998, suivie d'une présentation en public le 14 mars 1999 à Méjanes, (Camargue). Sa première novillada non piquée se déroule le 9 mai 1999. Sa première novillada piquée a lieu à Arles,  le 29 mars 2002 devant des novillos de l'élevage Blohorn  en compagnie de Julio Pedro Saavedra, Leandro Marcos. Il se présente pour la première fois en Espagne, à Las Ventas,  le 3 septembre 2006 devant des novillos de l'élevage Martín Peñato, en compagnie de Gómez Molina et de Murillo Márquez. 
Son alternative a lieu le 8 avril 2007 à Arles, avec pour parrain Antonio Ferrera et pour témoin Salvador Cortés, devant des taureaux de la ganadería de Antonio Palla.
En 2001 il a  participé comme novillero à 11 corridas, triomphant à Dax, Hagetmau, Arles. Mais à San Adrián (Navarre), le 5 juillet 2001 il reçoit un avertissement pour n'avoir pas planté les banderilles selon les règles. 
En 2004  il a participé à 8 corridas en Espagne où il a coupé trois oreilles. Le 15 août 2004 il a coupé 3 oreilles à Béziers
Il est le 49e matador Français à avoir pris l'alternative.
Il fait partie des membres fondateurs de l'Association des Matadors de Taureaux Français (AMTF), créée le 28 janvier 2012 à Nîmes, dont la presse taurine s'est fait l'écho des deux côtés des Pyrénées,,. Les objectifs de cette association ont été précisés lors d'une récente réunion à Nîmes.